# Václav Pešek
Václav Pešek (15. července 1924 - ???) byl český a československý politik Komunistické strany Československa a poslanec Sněmovny lidu Federálního shromáždění za normalizace.

## Biografie
K roku 1971 a 1976 se profesně uvádí jako dělník.
Ve volbách roku 1971 zasedl do Sněmovny lidu (volební obvod č. 16 - Benešov, Středočeský kraj). Mandát obhájil ve volbách roku 1976 (obvod Benešov). Ve FS setrval do konce funkčního období, tedy do voleb roku 1981.